# Christmas Eve (山下达郎歌曲)
《Christmas Eve》（日語：クリスマス・イブ）是日本男性創作歌手山下達郎的第9張個人單曲和代表作之一。1983年12月14日首次發行，之後多次發行再售盤。這首歌是日本最經典的聖誕歌曲。

## 簡介
《Christmas Eve》原是山下達郎1983年的原創專輯《MELODIES》的收錄歌曲，同年年底聖誕節前夕單曲化發行，限定3萬張12英寸黑膠碟發售，當時在Oricon公信榜單曲週榜上最高排行第44位。
1986年，再次以7英寸黑膠碟單曲形式發行。之後在1998年、2000年和2003年又進行了三次混音。每年聖誕節前後，單曲的銷量就會飆升，尤其是1988年至1992年期間被用作JR東海的「X'mas EXPRESS」形象廣告歌，大受歡迎。最終在1989年，單曲發行之後的六年，獲得了Oricon公信榜冠軍，銷量並突破百萬，是Oricon史上銷量破百萬耗時最長的單曲。在1989年至1992年，連續四年進入Oricon單曲年榜前100位，其中1990年更高達13位；至2009年，連續24年單曲進入Oricon公信榜週榜前100位。總出貨量突破200萬張，總銷量高達180.4萬張，是日本歷代單曲銷量第37位。
這首歌曲的如此大的成功很大程度得益於JR東海的「X'mas EXPRESS」系列廣告。當時剛因國鐵分割民營化成立不久、並負責經營東海道新幹線這條日本交通大動脈的JR東海，推出了以遠距離異地戀為主題的「EXPRESS SERIES」，《Christmas Eve》首先被用作1988年「HOME-TOWN EXPRESS」（X'mas編）的廣告形象歌曲，然後從1989年開始，「HOME-TOWN EXPRESS」的X'mas編發展出「X'mas EXPRESS」，並繼續使用這首歌。這一系列的廣告幾乎都是以一個模式——盛裝打扮的少女在車站焦急地等待異地的戀人，配合山下的歌聲，營造出濃郁的聖誕氣氛。當時正是泡沫景氣的頂峰時期，日本人開始普遍重視聖誕節，形成了一種「聖誕節想和戀人一起度過」的意識，因此廣告產生了巨大的迴響。「X'mas EXPRESS」系列廣告被譽為日本史上最成功的電視廣告系列，不僅捧紅了飾演廣告女主角的眾多女星——如深津繪里、牧瀨里穗、吉本多香美等，更成功推動了JR東海「X'mas EXPRESS」的品牌化，也使山下這首《Christmas Eve》成為日本的國民聖誕歌曲。

## 收錄曲目
1. Christmas Eve（クリスマス・イブ）
作詞、作曲：山下達郎
2. White Christmas（ホワイト・クリスマス）
作詞、作曲：Irving Berlin
3. Christmas Eve (English Version)
作詞（譯詞）：Alan O'Day；作曲：山下達郎
4. Christmas Eve (Original Karaoke)
作曲：山下達郎

全曲 編曲：山下達郎
後面兩首曲目僅收錄在12cm CD（Maxi單曲）中。

## 外部連結
- 唱片介紹[永久]